# Tom Cannon
Tom Cannon, né le 28 décembre 2002 à Aintree en Angleterre, est un footballeur international irlandais qui évolue au poste d'attaquant à Sheffield United.

## Biographie

### En club
Né à Aintree en Angleterre, Tom Cannon est formé par le Everton FC. Le 10 mars 2021, il signe son premier contrat professionnel avec son club formateur, d'une durée de deux ans, soit jusqu'en juin 2023.
Il joue son premier match en professionnel avec Everton, le 8 novembre 2022, à l'occasion d'une rencontre de coupe de la ligue anglaise face à l'AFC Bournemouth. Il entre en jeu à la place de Neal Maupay et son équipe est battue par quatre buts à un.
Le 10 janvier 2023, Cannon rejoint Preston North End sous la forme d'un prêt jusqu'à la fin de la saison.
Le 1er septembre 2023, Thomas Cannon rejoint Leicester City. Il signe un contrat de cinq ans, soit jusqu'en juin 2028,. Le club recrute le joueur en sachant qu'il est blessé au dos et Cannon manque les premiers mois de compétition de son équipe.
Cannon joue son premier match pour Leicester le 9 décembre 2023, à l'occasion d'une rencontre de championnat face à Plymouth Argyle. Il entre en jeu à la place de Patson Daka et son équipe l'emporte par quatre buts à zéro.
Le 30 août 2024, Tom Cannon est prêté par Leicester City à Stoke City pour une saison,. 
Cannon se fait remarquer le 2 octobre 2024 en réalisant un quadruplé contre le Portsmouth FC, en championnat. Titulaire, il participe avec ses quatre buts à la victoire des siens par six buts à zéro. Il s'agit de ses quatre premiers buts pour le club,. Le 29 décembre 2024, il donne la victoire à son équipe contre le Sunderland AFC en marquant le seul but du match en fin de rencontre,.
Après de bonnes performances à Stoke (onze buts en vingt-cinq matchs), il est rappelé prématurément à Leicester en janvier 2025.
Le 23 janvier 2025, Cannon s'engage pour quatre ans et demi avec Sheffield United.

### En sélection
En mars 2023, Cannon est appelé pour la première fois avec l'équipe d'Irlande espoirs par le sélectionneur Jim Crawford. Il joue son premier match avec cette sélection le 26 mars 2023, lors d'un match amical contre l'Islande. Il est titularisé lors de cette rencontre et marque également son premier but en espoir en égalisant, participant ainsi à la victoire de son équipe par deux buts à un,.

## Statistiques
| Saison                | Club                     | Championnat           | Championnat | Championnat | Coupe nationale | Coupe nationale | Coupe de la Ligue | Coupe de la Ligue | Compétition(s) continentale(s) | Compétition(s) continentale(s) | Compétition(s) continentale(s) | Total | Total |
| Saison                | Club                     | Division              | M.          | B.          | M.              | B.              | M.                | B.                | Comp.                          | M.                             | B.                             | M.    | B.    |
| 2022-2023             | Everton FC               | Premier League        | 2           | 0           | -               | -               | 1                 | 0                 | -                              | -                              | -                              | 3     | 0     |
| 2023-2024             | Everton FC               | Premier League        | 1           | 0           | -               | -               | -                 | -                 | -                              | -                              | -                              | 1     | 0     |
| Sous-total            | Sous-total               | Sous-total            | 3           | 0           | -               | -               | 1                 | 0                 | -                              | -                              | -                              | 4     | 0     |
| 2022-2023             | Preston North End (prêt) | Championship          | 20          | 8           | 1               | 0               | -                 | -                 | -                              | -                              | -                              | 21    | 8     |
| Sous-total            | Sous-total               | Sous-total            | 20          | 8           | 1               | 0               | -                 | -                 | -                              | -                              | -                              | 21    | 8     |
| 2023-2024             | Leicester City           | Championship          | 13          | 2           | 3               | 1               | -                 | -                 | -                              | -                              | -                              | 16    | 3     |
| Sous-total            | Sous-total               | Sous-total            | 13          | 2           | 3               | 1               | -                 | -                 | -                              | -                              | -                              | 16    | 3     |
| 2024-2025             | Stoke City (prêt)        | Championship          | 22          | 9           | 1               | 1               | 2                 | 1                 | -                              | -                              | -                              | 25    | 11    |
| Sous-total            | Sous-total               | Sous-total            | 22          | 9           | 1               | 1               | 2                 | 1                 | -                              | -                              | -                              | 25    | 11    |
| 2024-2025             | Sheffield United         | Championship          | 5           | 0           | -               | -               | -                 | -                 | -                              | -                              | -                              | 5     | 0     |
| Sous-total            | Sous-total               | Sous-total            | 5           | 0           | -               | -               | -                 | -                 | -                              | -                              | -                              | 5     | 0     |
| Total sur la carrière | Total sur la carrière    | Total sur la carrière | 63          | 19          | 5               | 2               | 3                 | 1                 | -                              | -                              | -                              | 71    | 22    |

## Palmarès

### En club
- Leicester City
  - Champion d'Angleterre de deuxième division en 2024.